# Dennis Dorchester

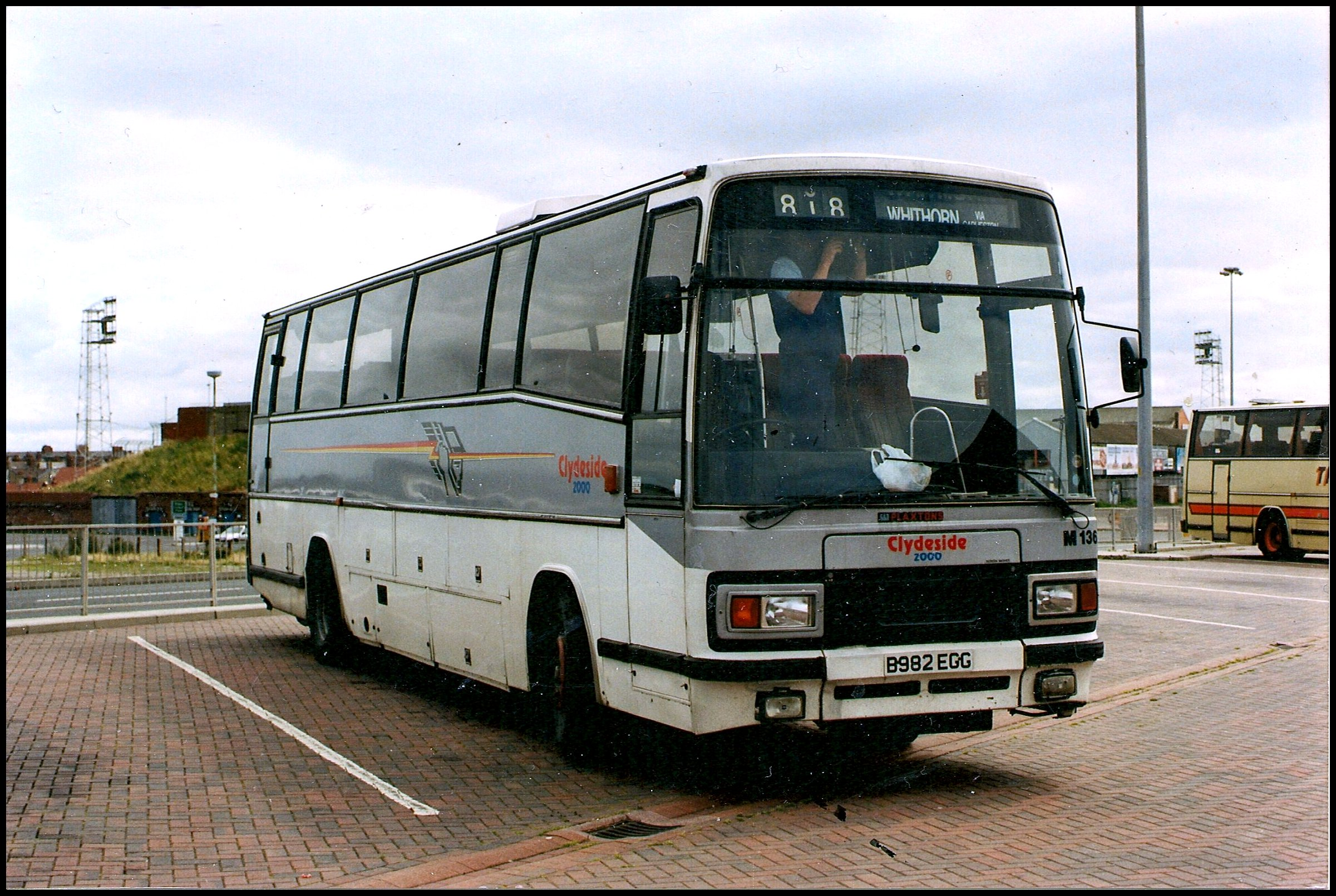
Dennis Dorchester

Der Name Dennis Dorchester bezeichnet ein Fahrgestell für schwere Reisebusse, das von britischen Hersteller Dennis Brothers zwischen 1983 und 1988 in geringer Stückzahl hergestellt wurde. Ausgelegt war das Fahrgestell vorrangig für den Aufbau von schnellen Reisebussen, die auf Autobahnstrecken eingesetzt werden sollten.
Im Jahr 1979 hatte Leyland Motors den Tiger auf den Markt gebracht. Der an sich gelungene Entwurf war jedoch nur mit dem TL11-Motor von Leyland erhältlich. Viele, insbesondere schottische Betreiber, forderten jedoch die Ausrüstung mit einem Motor von Gardner. Leyland weigerte sich jedoch zunächst, diesen Motor als Option anzubieten. Dennis erkannte die Marktlücke und entwickelte den Dorchester. Nennenswerte Bestellungen kamen jedoch nur von der Scottish Bus Group (SBG), zumal Leyland den Tiger ab 1984 auch mit dem 6HLX von Gardner anbot.
Der Dorchester war ein Bus mit unterflur angeordnetem Motor. Dabei saß der Motor mittig zwischen den Achsen. Im Chassis kam der 6HLXCT in der liegenden Ausführung (Horizontal) zum Einsatz.
Insgesamt wurden nur 67 Busse gekauft. Ungefähr zwei Drittel der Produktion, 44 Busse, fanden ihre Abnehmer in Tochtergesellschaften der Scottish Bus Group. Fast alle wurden als Reisebusse karosseriert. Dreiundzwanzig Fahrzeuge erhielten einen Paramount-Aufbau von Plaxton mit 55 Sitzplätzen, einundzwanzig einen Aufbau von Walter Alexander Coachbuilders, dabei bekamen 11 Busse den TC-Aufbau als Reisebusse mit 47 Sitzplätzen, fünf einen TE-Aufbau als Expressbus mit 49 Sitzplätzen. Fünf Busse erhielten den TS-Aufbau von Alexander und waren Linienbusse mit 53 Sitzplätzen.
Leicester City Transport beschaffte drei Dorchester mit dem Paramount-Aufbau und 49 Sitzplätzen, verkaufte die Busse aber schnell an Kingston-upon-Hull City Transport weiter, die ihre Flotte um ein neues Exemplar ergänzten. South Yorkshire beschaffte drei Busse mit Plaxton-Aufbauten und 44 Sitzplätzen.
Drei Linienbusse mit 71 Sitzplätzen wurden von Geoff Amos in Northamptonshire beschafft und durch zwei Reisebusse mit 53 Plätzen ergänzt. Die Aufbauten für die Reisebusse kamen von CaetanoBus in Portugal, die für die Linienbusse von Wadham Stringer und Reeve Burgess. Tillingbourne stellte ebenfalls zwei Linienbusse mit Aufbauten von Wadham Stringer, allerdings mit 61 Sitzplätzen in Dienst.
Weitere fünf Aufbauten kamen von Duple Coachbuilders, einen Bus karosserierte Berkhof. Ein Bus mit Duple-Aufbau konnte nach Südafrika exportiert werden.
Abgelöst wurde der Dorchester vom etwas leichteren Dennis Javelin, der 1986 in Produktion ging.